# Afterlife of the Party
Afterlife of the Party (titulada La fiesta del más allá en España y Más allá de la fiesta en Hispanoamérica) es una película de comedia y ficción sobrenatural estadounidense dirigida por Stephen Herek y escrita por Carrie Freedle. Es protagonizada por Victoria Justice, Midori Francis, Timothy Renouf, Adam García, Gloria García y Spencer Sutherland. Fue lanzada el 2 de septiembre de 2021 por Netflix.

## Argumento
Cassie y Lisa han sido mejores amigas desde el primer grado. Ahora, como adultas, sus intereses y vida social han cambiado. Cassie es una fiestera amante de la diversión, mientras que Lisa vive una vida apartada, lejos de la mayoría de las interacciones sociales. Un día, Cassie convence a Lisa para que salga a una fiesta y antes de irse conocen a Max, que vive una vida muy similar a la de Lisa, y se muda a la casa de al lado. Max y Lisa parecen tener simpatía el uno por el otro.
Cassie y Lisa se dirigen a un club y discuten poco después, cuando algunos de los conocidos de Cassie quieren ir a otras fiestas y Lisa decide irse. Durante la discusión, Lisa señala que su amistad ha cambiado y que Cassie siempre está tratando de fingir ser otra persona y se dan cuenta de que ya no tienen nada en común. Se separan y más tarde esa noche Cassie se dirige a casa y se desmaya en su habitación.
Cuando se despierta, se dirige al baño con resaca, se tropieza y se golpea la cabeza con el inodoro, provocando su muerte. Se despierta en una habitación y se encuentra con Val, un manejador de ángeles que explica que Cassie ha estado muerta durante más de un año y antes de llegar a la «fiesta de la vida después de la muerte en el cielo» tiene una lista de personas a las que necesita para ayudar como ángel de la guarda. La lista incluye a su mejor amiga Lisa, su padre y su madre Sofía. Sin embargo, Cassie tiene que intentar descubrir la mejor manera de ayudar a cada uno de ellos antes de que se acabe el tiempo.

## Reparto
- Victoria Justice como Cassie[1]
- Midori Francis como Lisa[1]
- Robyn Scott como Val[2]
- Timothy Renouf como Max[2]
- Adam García[2] como Howie
- Gloria García como Sofía[2]
- Myfanwy Waring[2] como Emme
- Spencer Sutherland[2] como Koop

## Producción y lanzamiento

### Castingy rodaje
En octubre de 2020 se anunció que Victoria Justice y Midori Francis protagonizarían la película Afterlife of the Party, bajo la dirección de Stephen Herek para Netflix.
La fotografía principal comenzó el 21 de octubre de 2020 y concluyó el 6 de diciembre de 2020 en Ciudad del Cabo, Sudáfrica.

### Lanzamiento
La película fue lanzada el 2 de septiembre de 2021 por Netflix. A partir del 7 de septiembre, era la película más popular en la plataforma según su sistema de clasificación.

## Banda sonora
El mismo día que se estrenó la película, una banda sonora en forma de EP fue lanzada por Spencer Sutherland y Victoria Justice, quienes protagonizaron la película, y su compositora, Jessica Rose Weiss.
| N.º   | Título        | Escritor(es)                                    | Intérprete(s)        | Duración |  |
| 1.    | «Blush»       | Harrison Mead, Seth Jones y Spencer Sutherland  | Sutherland           | 3:06     |  |
| 2.    | «Drive»       | Adam Friedman, Feli Ferraro y Sutherland        | Sutherland           | 2:31     |  |
| 3.    | «Home»        | Keaton Stromberg, Sutherland y Victoria Justice | Sutherland y Justice | 3.19     |  |
| 4.    | «One Look»    | Stromberg, Sutherland y Tiffany Stringer        | Sutherland           | 3:25     |  |
| 5.    | «Score Suite» | Jessica Rose Weiss                              | Weiss                | 8:28     |  |
| 20:49 |               |                                                 |                      |          |  |

## Recepción

### Respuesta crítica
En el sitio web del agregador de reseñas Rotten Tomatoes, la película tiene una calificación de aprobación del 56% basada en 18 reseñas, con una calificación promedio de 5.0/10.
Christy Lemire, que escribiendo para RogerEbert.com, le dio a la película una puntuación de 1.5/4 estrellas, diciendo que la película «se esfuerza tanto por el humor físico salvaje como por la conmoción conmovedora [pero] no logra ninguno, ocupando un incómodo punto medio propio». Ella concluyó: «Justice puede tener una presencia llamativa en la pantalla, pero solo puede hacer mucho con material que es menos que celestial». Jennifer Green de Common Sense Media le dio a la película una puntuación de 3/5 estrellas, escribiendo: «Parte del problema es que la idea central de Afterlife of the Party es bastante triste [...] sin embargo, la película hace todo lo posible en su primera mitad para interpretar esto como una comedia pura»; sin embargo, elogió la segunda mitad de la película y dijo: «El guion profundiza en lo que Cassie está dejando atrás y permite que sus personajes sientan algo, pero la desconexión en el tono es notable». Tatat Bunnag de Bangkok Post describió la película como «una comedia romántica de fantasía formulada que hace lo que se ha hecho antes, pero lo incluye en un formato para millennials y Gen Z», y agregó: «A pesar de ser muy predecible, el drama y una buena cantidad de elementos conmovedores se manejaron bastante bien».